# Peteón
Peteón (en griego, Πετεών) es el nombre de una antigua ciudad griega de Beocia, que fue mencionada por Homero en el Catálogo de las naves de la Ilíada.
Estrabón la sitúa cerca del camino de la ciudad de Antedón pero su localización exacta no se conoce con seguridad. Se ha sugerido que podría haber estado ubicada en un lugar llamado Skala Paralimnis, en la costa sudoriental del lago Paralimni o en la costa occidental del mencionado lago. En ambos lugares se han localizado restos antiguos.